# Brusinia brucei
Brusinia brucei is een krabbensoort uit de familie van de Brusiniidae. De wetenschappelijke naam van de soort is voor het eerst geldig gepubliceerd in 1991 door Števcic.